# 卡捷里尼夫卡 (洛佐瓦區)
48°55′50″N 36°19′10″E / 48.93056°N 36.31944°E
卡泰里尼夫卡（烏克蘭語：Катеринівка）是位於烏克蘭東部的村莊，由哈爾科夫州洛佐瓦區的洛佐瓦市鎮負責管轄。該村距離洛佐瓦1公里，面積1.87平方公里，海拔高度127米，2001年人口1,912。